# Odette Toulemonde
Odette Toulemonde é um filme francês, uma comédia realizada por Éric-Emmanuel Schmitt, que estreou em 2007 com a atriz Catherine Frot e o ator Albert Dupontel.

## Sinopse
Odette trabalha como vendedora no departamento de cosmética de uma loja em Charleroi, na Bélgica. É uma jovem viúva de quarenta anos e com um salário miserável, sem perspectiva de um futuro melhor. Mãe de dois adolescentes lunáticos, Odette vive uma vida cruel. O seu único deleite é a leitura dos romances do seu autor preferido Balthazar Balsan, que ela idolatra, e as músicas de Joséphine Baker.
Por sua parte, casado e pai de uma criança, Balthazar Balsan tem tudo o que a sociedade industrial pode oferecer como o sucesso comercial e o dinheiro, mas mesmo assim Balsan é infeliz, inseguro de si mesmo e do seu talento, o que o torna vulnerável às críticas. Depois da publicação do seu último livro, que foi muito criticado pela imprensa, Balthazar Balsan recebeu uma carta de Odette, sua admiradora, que lhe fala sobre a sua vida medíocre, sobre toda a felicidade que os seus livros trouxeram à sua vida e sobre o imenso amor que ela sente por ele.
Daí, Balthazar Balsan vai à procura de Odette para, com ela, encontrar o caminho da felicidade.